# Lijst van nummer 1-hits in de Nederlandse Single Top 100 in 1986
Deze hits stonden in 1986 op nummer 1 in de Nationale Hitparade, de voorloper van de huidige Nederlandse Single Top 100.
| Nummer | Datum        | Artiest                             | Titel                                          |
| ------ | ------------ | ----------------------------------- | ---------------------------------------------- |
| 279    | 4 januari    | Elton John                          | Nikita                                         |
|        | 11 januari   | Elton John                          | Nikita                                         |
|        | 18 januari   | Elton John                          | Nikita                                         |
|        | 25 januari   | Elton John                          | Nikita                                         |
|        | 1 februari   | Elton John                          | Nikita                                         |
| 280    | 8 februari   | Billy Ocean                         | When the Going Gets Tough, the Tough Get Going |
|        | 15 februari  | Billy Ocean                         | When the Going Gets Tough, the Tough Get Going |
|        | 22 februari  | Billy Ocean                         | When the Going Gets Tough, the Tough Get Going |
|        | 1 maart      | Billy Ocean                         | When the Going Gets Tough, the Tough Get Going |
|        | 8 maart      | Billy Ocean                         | When the Going Gets Tough, the Tough Get Going |
| 281    | 15 maart     | Falco                               | Jeanny (Part I)                                |
|        | 22 maart     | Falco                               | Jeanny (Part I)                                |
|        | 29 maart     | Falco                               | Jeanny (Part I)                                |
|        | 5 april      | Falco                               | Jeanny (Part I)                                |
| 282    | 12 april     | Cliff Richard & The Young Ones      | Living Doll                                    |
|        | 19 april     | Cliff Richard & The Young Ones      | Living Doll                                    |
|        | 26 april     | Cliff Richard & The Young Ones      | Living Doll                                    |
|        | 3 mei        | Cliff Richard & The Young Ones      | Living Doll                                    |
| 283    | 10 mei       | Sam Cooke                           | Wonderful World                                |
|        | 17 mei       | Sam Cooke                           | Wonderful World                                |
|        | 24 mei       | Sam Cooke                           | Wonderful World                                |
|        | 31 mei       | Sam Cooke                           | Wonderful World                                |
|        | 7 juni       | Sam Cooke                           | Wonderful World                                |
| 284    | 14 juni      | Patti LaBelle & Michael McDonald    | On My Own                                      |
| 285    | 21 juni      | Wham!                               | The Edge of Heaven                             |
|        | 28 juni      | Wham!                               | The Edge of Heaven                             |
|        | 5 juli       | Wham!                               | The Edge of Heaven                             |
| 286    | 12 juli      | Madonna                             | Papa Don't Preach                              |
| 287    | 19 juli      | M.C. Miker 'G' & Deejay Sven        | Holiday Rap                                    |
|        | 26 juli      | M.C. Miker 'G' & Deejay Sven        | Holiday Rap                                    |
|        | 2 augustus   | M.C. Miker 'G' & Deejay Sven        | Holiday Rap                                    |
|        | 9 augustus   | M.C. Miker 'G' & Deejay Sven        | Holiday Rap                                    |
|        | 16 augustus  | M.C. Miker 'G' & Deejay Sven        | Holiday Rap                                    |
|        | 23 augustus  | M.C. Miker 'G' & Deejay Sven        | Holiday Rap                                    |
| 288    | 30 augustus  | UB40                                | Sing Our Own Song                              |
| 289    | 6 september  | Europe                              | The Final Countdown                            |
|        | 13 september | Europe                              | The Final Countdown                            |
|        | 20 september | Europe                              | The Final Countdown                            |
|        | 27 september | Europe                              | The Final Countdown                            |
|        | 4 oktober    | Europe                              | The Final Countdown                            |
|        | 11 oktober   | Europe                              | The Final Countdown                            |
| 290    | 18 oktober   | The Communards                      | Don't Leave Me This Way                        |
|        | 25 oktober   | The Communards                      | Don't Leave Me This Way                        |
|        | 1 november   | The Communards                      | Don't Leave Me This Way                        |
|        | 8 november   | The Communards                      | Don't Leave Me This Way                        |
|        | 15 november  | The Communards                      | Don't Leave Me This Way                        |
|        | 22 november  | The Communards                      | Don't Leave Me This Way                        |
|        | 29 november  | The Communards                      | Don't Leave Me This Way                        |
|        | 6 december   | The Communards                      | Don't Leave Me This Way                        |
| 291    | 13 december  | The Bangles                         | Walk Like an Egyptian                          |
|        | 20 december  | The Bangles                         | Walk Like an Egyptian                          |
|        | 27 december  | Geen Nationale Hitparade verschenen | Geen Nationale Hitparade verschenen            |